# 발레리우스 막시무스

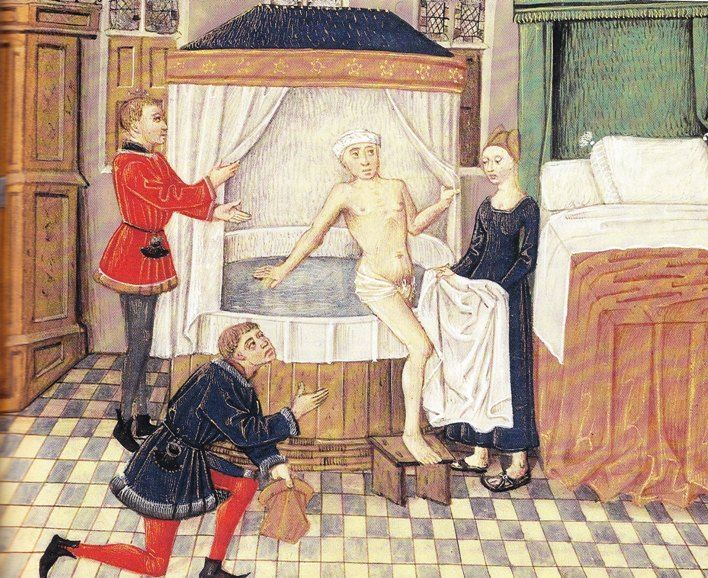

발레리우스 막시무스(Valerius Maximus)는 1세기의 고대 로마 작가이다.